# Агдер (тауншип, Миннесота)
Агдер (англ. Agder) — тауншип в округе Маршалл, Миннесота, США. На 2000 год его население составило 108 человек.

## География
По данным Бюро переписи населения США площадь тауншипа составляет 114,7 км², из которых 114,6 км² занимает суша, a вода составляет 0,02 %.

## Демография
По данным переписи населения 2000 года здесь находились 108 человек, 41 домохозяйство и 33 семьи. Плотность населения — 0,9 чел./км². На территории тауншипа расположено 48 построек со средней плотностью 0,4 построек на один квадратный километр. Расовый состав населения: 98,15 % белых и 1,85 % азиатов.
Из 41 домохозяйства в 46,3 % воспитывались дети до 18 лет, в 63,4 % проживали супружеские пары, в 7,3 % проживали незамужние женщины и в 17,1 % домохозяйств проживали несемейные люди. 12,2 % домохозяйств состояли из одного человека, при том 4,9 % из — одиноких пожилых людей старше 65 лет. Средний размер домохозяйства — 2,63, а семьи — 2,85 человека.
29,6 % населения младше 18 лет, 9,3 % в возрасте от 18 до 24 лет, 29,6 % от 25 до 44, 25,9 % от 45 до 64 и 5,6 % старше 65 лет. Средний возраст — 32 года. На каждые 100 женщин приходилось 125,0 мужчин. На каждые 100 женщин старше 18 приходилось 117,1 мужчин.
Средний годовой доход домохозяйства составлял 34 375 долларов, а средний годовой доход семьи — 42 500 долларов. Средний доход мужчин — 26 667 долларов, в то время как у женщин — 22 917. Доход на душу населения составил 15 519 долларов. За чертой бедности находились 10,0 % семей и 16,4 % всего населения тауншипа, из которых 26,3 % младше 18 лет.